# P. Djèlí Clark
Dexter Gabriel, também conhecido como P. Djèlí Clark ou Phenderson Djèlí Clark (Nova Iorque, 6 de novembro de 1971) é um escritor e historiador norte-americano.
Conhecido por seus livros ficção científica e fantasia, é ganhador de prêmios como o British Fantasy Award, o Locus Award e o Prêmio Nebula por seu livro de fantasia histórica Ring Shout, em 2021.
Para separar a carreira acadêmica da carreira literária, ele criou o pseudônimo P. Djèlí Clark, com o qual assina seus livros. "Djèlí" faz referência aos griôs, tradicionais contadores de histórias, poetas e historiadores do África Ocidental, que têm por vocação preservar e transmitir as histórias, conhecimentos, canções e mitos de seu povo.

## Biografia
Djèlí nasceu no distrito do Queens, na cidade de Nova Iorque, em 1971, mas passou boa parte da infância morando na residência dos avós em Trinidad e Tobago. Essa vivência na casa dos avós o fez entrar em contato com diversas culturas oriundas dos países originais de vários grupos de povos escravizados que vivem hoje no arquipélago. Aos oito anos, a família retornou para Nova Iorque, onde se estabeleceram em Staten Island e no Brooklyn, antes de se mudarem definitivamente para Houston, no Texas, quando Djèlí tinha 12 anos.
Interessou-se pela ficção especulativa desde criança, principalmente quando sua mãe o levava para a biblioteca e o deixava à vontade para ler o que quisessse. Ela também era uma grande fã de Twilight Zone e da série clássica de Star Trek, que assistia ao lado do filho. Djèlí começou lendo livros de C.S. Lewis, principalmente As Crônicas de Nárnia. Djèlí passou a escrever suas próprias histórias ainda no curso de graduação, o que o ajudou a espairecer enquanto escrevia seu trabalho de conclusão de curso e a dissertação.
Ingressou no curso de História da Universidade Estadual do Texas em San Marcos, onde obteve um bacharelado e mestrado na área. Pela Universidade Stony Brook, em Nova Iorque, ele obteve um doutorado em história e atualmente é professor assistente do Departamento de História da Universidade de Connecticut. Seus interesses em pesquisa incluem a história da escravidão, resistência e liberdade no Atlântico Negro, bem como abordagens interdisciplinares da escravidão na cultura popular e na mídia. Sua pesquisa atual explora a emancipação britânica no Caribenho anglófono e seu impacto nas estratégias abolicionistas na América do Norte do século XIX.

## Carreira
Djèlí começou a publicar contos variados com os pseudônimos P. Djèlí Clark, Djèlí A. Clark, Phenderson Djèlí Clark e A. Phenderson Clark em 2011. Phenderson é o nome de seu avô, enquanto Clark é o nome de solteira de sua mãe. Djèlí se refere aos griôs da África. Publicou em várias revistas e antologias até que teve um conto comprado pela Tor.com, chamado "A Dead Djinn in Cairo", publicado online em 18 de maio de 2016.
Sua novela The Black God’s Drums (2018) foi finalista do Prêmio Hugo, World Fantasy Awards e do Prêmio Nebula. O conto “The Secret Lives of the Nine Negro Teeth of George Washington” (2018) ganhou o Locus e o Nebula, além de ser finalista do Theodore Sturgeon Memorial e do Hugo. Djèlí publicou vários contos, novelas e um romance em 2021.

### Livros
- A Master of Djinn. Tor, 2021 (publicado no Brasil pela editora Suma, em 2023).

### Novelas
- The Black God's Drums. Tor, 2018.
- The Haunting of Tram Car 015. Tor, 2019.
- Ring Shout. Tor, 2020 (publicado no Brasil pela DarkSide Books, em 2022.

### Contos
- "A Dead Djinn in Cairo". Tor, 2016.
- "The Secret Lives of the Nine Negro Teeth of George Washington", Fireside Fiction, 2018

## Prêmios

### Livros
| Ano  | Obra              | Prêmio        | Resultado | Ref.  |
| ---- | ----------------- | ------------- | --------- | ----- |
| 2021 | A Master of Djinn | Prêmio Nebula | Indicado  | [ 7 ] |

### Novelas
| Ano  | Obra                         | Prêmio                | Resultado | Ref.   |
| ---- | ---------------------------- | --------------------- | --------- | ------ |
| 2018 | The Black God's Drums        | Prêmio Hugo           | Indicado  | [ 8 ]  |
| 2018 | The Black God's Drums        | Locus Award           | Indicado  | [ 9 ]  |
| 2018 | The Black God's Drums        | Prêmio Nebula         | Indicado  | [ 9 ]  |
| 2018 | The Black God's Drums        | World Fantasy Award   | Indicado  | [ 9 ]  |
| 2019 | The Haunting of Tram Car 015 | Prêmio Hugo           | Indicado  | [ 10 ] |
| 2019 | The Haunting of Tram Car 015 | Locus Award           | Indicado  | [ 9 ]  |
| 2019 | The Haunting of Tram Car 015 | Mythopoeic Award      | Indicado  | [ 9 ]  |
| 2019 | The Haunting of Tram Car 015 | Prêmio Nebula         | Indicado  | [ 11 ] |
| 2020 | Ring Shout                   | British Fantasy Award | Venceu    | [ 9 ]  |
| 2020 | Ring Shout                   | Prêmio Hugo           | Indicado  | [ 12 ] |
| 2020 | Ring Shout                   | Locus Award           | Venceu    | [ 9 ]  |
| 2020 | Ring Shout                   | Prêmio Nebula         | Venceu    | [ 13 ] |
| 2020 | Ring Shout                   | Shirley Jackson Award | Indicado  | [ 9 ]  |
| 2020 | Ring Shout                   | World Fantasy Award   | Indicado  | [ 9 ]  |

### Contos
| Ano  | Obra                                                            | Prêmio         | Resultado | Ref.   |
| ---- | --------------------------------------------------------------- | -------------- | --------- | ------ |
| 2018 | "The Secret Lives of the Nine Negro Teeth of George Washington" | Prêmio Hugo    | Indicado  | [ 14 ] |
| 2018 | "The Secret Lives of the Nine Negro Teeth of George Washington" | Locus Award    | Venceu    | [ 15 ] |
| 2018 | "The Secret Lives of the Nine Negro Teeth of George Washington" | Nebula Award   | Venceu    | [ 16 ] |
| 2018 | "The Secret Lives of the Nine Negro Teeth of George Washington" | Sturgeon Award | Indicado  | [ 17 ] |